# Alex Randolph
 (avril 2025).
Si vous disposez d'ouvrages ou d'articles de référence ou si vous connaissez des sites web de qualité traitant du thème abordé ici, merci de compléter l'article en donnant les références utiles à sa vérifiabilité et en les liant à la section « Notes et références ».
Pour les articles homonymes, voir Randolph.
Alex Randolph, né le 4 mai 1922 à Dobrohošť (Tchécoslovaquie) et mort le 27 ou 28 avril 2004 à Venise (Italie), est un très important auteur de jeux de société.

## Biographie
Alexander Randolph F (alias Alex Randolph) est né à Dobrohost en Tchécoslovaquie le 4 mai 1922 où il vécut pendant deux années avec son demi-frère Christopher Craig (1919-1989), le fils de sa mère de trois ans son aîné, et ses parents. Ses parents artistes se sont connus aux Etats-Unis d'où ils étaient partis en 1920 pour voyager. Le 29 mars 1921 à Prague, ils se sont mariés. Sa mère Mary Randolph (1882-1955) était une riche américaine de Chicago, née à New York City, sculptrice, et son père Samuel Alexander F était un artiste-peintre, illustrateur, né à Odessa sous l'Empire Russe le 15 décembre 1878 et décédé le 3 avril 1944 à Miami. La famille s'est ensuite installée à Venise en 1924 où elle vécut une vingtaine d'années avant de repartir pour les États-Unis et s'installer en Arizona. Alex Randolph était de nationalité américaine, acquise tardivement car il vivait à l'étranger.
Alex a été scolarisé d'abord dans une école privée à Venise, puis dans un internat à Champéry en Suisse durant 8 années, comme son demi-frère Christopher. Après sa mobilisation militaire dans les services secrets américains qui l'enverront en Europe, il poursuivra ses études à l'université de Chicago étudier la philosophie.
Il travaillera à Boston pendant quelques années.
Alex a écrit trois livres : The Mail Boat (1954), A  Portrait of Nellie, Detective Nosy and The Fiendish Four.
Ce n'est qu'en 1961 qu'Alex Randolph devient auteur de jeux de société. 
Il s'installe avec sa femme Gertrude d'abord à Rome puis au Japon où ils vont résider jusqu'en 1968. Puis ils repartent pour Rome et enfin s'installent définitivement à Venise.
Créateur de jeux comme Twixt, Sagaland, Intrigues à Venise, Ricochet Robots et de beaucoup d'autres, Alex Randolph était tellement connu que les éditeurs mentionnaient généralement son nom sur les boîtes de jeu[réf. souhaitée]. Il a ainsi fortement participé à la reconnaissance du métier d'auteur de jeux de société[réf. souhaitée].
En 2016, en hommage à sa gigantesque carrière, son premier jeu digital ADDX est publié par Fabulous Games: https://apps.facebook.com/addxgame/
Il est décédé à 81 ans le 27 avril 2004 à Venise et enterré au cimetière San Michele sur l'île San Michele de la lagune entre Venise et Murano.
3 biographies ont été consacrées à Alex Randolph.

## Ludographie succincte

### Seul auteur
- Twixt, 1957/1962, 3M / Schmidt Spiele / Dujardin / Kosmos
- Buffalo (Prärie, Prairie, Tresspass, Bison), 1975, Pelikan / Piatnik
- Fantômes (Geister), 1982, Schmidt Spiele
- Stupide vautour (Hol’s der Geier), 1988, Ravensburger / Asmodée
- Venice Connection, 1995, Drei Magier Spiele / Venice Connection, Spiel des Jahres  plus beau jeu 1996
- Sisimizi, 1996, Editrice Giochi
- Ciao Ciao, 1997, Drei Magier Spiele
- Die Drei, 1998, Franjos
- Ricochet Robots (Rasende Roboter), 1999, Hans im Glück / Tilsit

#### Jeux pour enfants
- Les Mabouls ou Les Cibouls (Dubio), 1983, (avec Tom Kremer), CEJI / Interlude
- Allez les escargots (Tempo Kleine Schneckel), 1985, Ravensburger
- Sacré Chameau ou Worm Up! (Würmeln) 1994, 1996, 2001, Abacusspiele / Blatz Spiele  / Gigamic / MB
- Larguez les amarres ! (Leinen los!), 1996, Haba
- Heisse Öfen, 1999, Drei Magier Spiele
- Cours, petite coccinelle… (Krabbel, kleiner Käfer!), 2000, Selecta Spielzeug
- La Bande de porcelets (Rüsselbande), 2001, Drei Magier Spiele  / Schmidt Spiele / Tactic
- Vas-y Médor ! (Lauf Schnuffi, lauf!), Selecta Spielzeug

#### Jeux édités par Ravensburger

##### Casino Series
- Corona, 1974
- Quaro, 1974 (sous le pseudonyme de L. W. Bones)
- Domemo, 1975 (sous le pseudonyme de P. Halva)
- Cartino, 1976

##### Traveller Series
- Banda, 1973
- Hepta, 1974
- Peggino, 1975
- Wöterklauer, 1975
- Over Board, 1977

### AvecMichel Matschoss
- Sagaland ou Fabuleux trésors ou Forêt enchantée, 1981, Ravensburger, Spiel des Jahres  1982

### Attribué àRobert Abbott
- Code 777, 1985, Jumbo

### AvecJohann Rüttinger
- Twiddeldum, 1988, Noris Spiele

### AvecLeo Colovini
- Intrigues à Venise (Inkognito), 1988, MB / Winning Moves, Spiel des Jahres  plus beau jeu 1988
- Die Osterinsel, 1993, Blatz
- Mini Inkognito, 1997, Abacus

### En jeu numérique
- ADDX, 2016, Fabulous Games